# Motel Hell
Motel Hell è un film statunitense del 1980 diretto da Kevin Connor.